# 飯舘村 (小惑星)
飯舘村(8272 Iitatemura)は、小惑星帯にある小惑星の1つ。仮符号1989 SG。

## 概要
飯舘村は、1989年9月24日に岐阜県可児市で天体写真家の水野義兼と古田俊正によって発見された。
名前は、福島県相馬郡飯舘村に因み、発見者の知人であり福島県星の村天文台台長、大野裕明の提案による。
飯舘村民は、2011年3月11日に発生した東北地方太平洋沖地震によって引き起こされた、東日本大震災により全村避難させられている。大野は、村民がばらばらに暮らしていても同じ宙の「小惑星　飯舘村」があれば心がひとつになり絆が深まるものと考え、名前を提案した。
名前は2012年7月3日に、国際天文学連合の小惑星センターに承認された。